# 施特罗基兴
施特罗基兴（德語：Strohkirchen）是德国梅克伦堡-前波美拉尼亚州的一个市镇。总面积14.78平方公里，总人口319人，其中男性163人，女性156人（2011年12月31日），人口密度22人/平方公里。